# Edward Wątor
Edward Wątor (ur. 7 lipca 1929 w Porębie, zm. 1992) – polski reżyser i scenarzysta filmów animowanych.

## Wybrana twórczość
- 1980: Wyprawa profesora Gąbki (odc. Jak to ze smokiem było) – animacja
- 1977: Przygody Bolka i Lolka (odc. Wiosenne porządki, Prima aprilis) – reżyseria; Reksio (odc. Reksio nauczyciel) – reżyseria
- 1976: Zabawy Bolka i Lolka (odc. Niefortunne niańki) – reżyseria
- 1975: Przygody Bolka i Lolka (odc. Przyjaciele bobrów, Wycieczka kajakiem, Fotoreporter) – reżyseria, Reksio (odc. Reksio pocieszyciel) – reżyseria
- 1974: Przygody Bolka i Lolka (odc. Śniadanie na biwaku, Imieniny Toli, Przygoda na dwóch kółkach, Zgubiony ślad) – reżyseria
- 1973: Reksio (odc. Reksio magik, Reksio racjonalizator, Reksio poszukiwacz) – reżyseria
- 1972: Reksio (odc. Reksio sportowiec, Reksio telewidz) – reżyseria
- 1971: Bajki Bolka i Lolka (odc. Smok, Baba jaga) – reżyseria
- 1970: Bolek i Lolek wyruszają w świat (odc. Nad Orinoko) – reżyseria, Porwanie Baltazara Gąbki (odc. Przez trzy morza) – reżyseria
- 1969: Porwanie Baltazara Gąbki (odc. Oberża pod Wesołym Karakonem, W Krainie Króla Słoneczko) – reżyseria
- 1968: Bolek i Lolek wyruszają w świat (odc. Polowanie na goryla) – reżyseria
- 1966: Bolek i Lolek na wakacjach (odc. Autostopowicze) – scenariusz i reżyseria
- 1965: Bolek i Lolek na wakacjach (odc. Luna-park) – scenariusz i reżyseria, Przygody Błękitnego Rycerzyka (odc. Zasadzka) – reżyseria
- 1964: Przygody Błękitnego Rycerzyka (odc. Karawana) – reżyseria
- 1963: Bolek i Lolek (odc. Pogromca zwierząt) – reżyseria

## Nagrody
- 1976: Nagroda Ministra Spraw Zagranicznych za wybitne zasługi w propagowaniu polskiej kultury za granicą za Przygody Bolka i Lolka
- 1966: I nagroda w kategorii filmów krótkometrażonych dla dzieci na Międzynarodowym Festiwalu Filmów dla Dzieci w Teheranie za Jacek i jego pieski
- 1966: Brązowe Koziołki na Międzynarodowym Festiwalu Filmów Młodego Widza „Ale kino!” w Poznaniu za Jacek i jego pieski